# Saginaw (Texas)
Saginaw é uma cidade localizada no estado norte-americano do Texas, no Condado de Tarrant.

## Demografia
Segundo o censo norte-americano de 2000, a sua população era de 12.374 habitantes.
Em 2006, foi estimada uma população de 18.739, um aumento de 6365 (51.4%).

## Geografia
De acordo com o United States Census Bureau tem uma área de 19,4 km², dos quais 19,4 km² cobertos por terra e 0,0 km² cobertos por água.

## Localidades na vizinhança
O diagrama seguinte representa as localidades num raio de 12 km ao redor de Saginaw.